# Here to Hear
Here to Hear è il quindicesimo album in studio del gruppo rock inglese Wishbone Ash, pubblicato nel 1989.

## Tracce
1. Cosmic Jazz – 3:30
2. Keeper of the Light – 3:56
3. Mental Radio – 4:54
4. Walk on Water – 4:02
5. Witness to Wonder – 4:13
6. Lost Cause in Paradise – 4:46
7. Why Don't We? – 6:07
8. In the Case – 3:35
9. Hole in My Heart, Pt. 1 – 3:07
10. Hole in My Heart, Pt. 2 – 4:30

## Formazione
- Martin Turner - basso, voce, tastiere
- Andy Powell - chitarra, voce
- Ted Turner - chitarra, voce
- Steve Upton - batteria